# Arnaldo Abrantes
Arnaldo Luís Isaías Abrantes (ur. 27 listopada 1986 w Almadzie) – portugalski lekkoatleta, olimpijczyk z Pekinu i Londynu.
Syn Arnaldo Abrantesa, olimpijczyka z Seulu i również lekkoatlety.

## Przebieg kariery
Pierwsze medalowe zmagania sportowe rozgrywane z udziałem Portugalczyka odbyły się w 2003 roku, wówczas on uczestniczył w mistrzostwach kraju juniorów rozgrywanych w Guimarães. Wywalczył na nich złote medale w biegu na dystansie 100 i 200 metrów. W tym samym roku wystartował w letnim olimpijskim festiwalu młodzieży Europy, na których zdobył srebrny medal w konkurencji biegu na 110 m przez płotki.
W 2007 zadebiutował na mistrzostwach świata seniorów. Brał udział w konkurencji biegowej na dystansie 200 m, odpadł z dalszej rywalizacji po zajęciu 5. pozycji w ćwierćfinale. Rok później wystartował w letnich igrzyskach olimpijskich w Pekinie, na których w konkursie biegu na 200 m uzyskał wynik 21,46 dający mu 8. pozycję i tym samym odpadł w eliminacjach. Natomiast na letnich igrzyskach olimpijskich w Londynie lekkoatleta startował ponownie w konkurencji biegu na dystansie 200 m. W tym konkursie występował jedynie w eliminacjach, na których uzyskał rezultat czasowy 20,88 i zajął 5. pozycję, która nie dała mu awansu do dalszej fazy zmagań.
W 2006 i 2009 otrzymał cztery medale igrzysk Luzofonii, dwa srebrne na igrzyskach w Makau i dwa złote na igrzyskach w Lizbonie.

## Osiągnięcia
| Rok     | Zawody                                     | Miasto    | Miejsce | Konkurencja                | Wynik   |
| ------- | ------------------------------------------ | --------- | ------- | -------------------------- | ------- |
| 2003    | Letni olimpijski festiwal młodzieży Europy | Paryż     | 2.      | bieg na 110 m przez płotki | 13,74   |
| 2003    | Letni olimpijski festiwal młodzieży Europy | Paryż     | 4.      | bieg na 200 m              | 21,95   |
| 2004    | Mistrzostwa świata juniorów                | Grosseto  | 5. H    | bieg na 100 m              | 10,93   |
| 2005    | Mistrzostwa Europy juniorów                | Kowno     | 7. SF   | bieg na 200 m              | 21,93   |
| 2005    | Mistrzostwa Europy juniorów                | Kowno     | 8. H    | sztafeta 4 x 400 m         | 3:15,92 |
| 2006    | Igrzyska Luzofonii                         | Makau     | 2.      | bieg na 200 m              | 21,93   |
| 2006    | Igrzyska Luzofonii                         | Makau     | 2.      | sztafeta 4 x 100 m         | 41,12   |
| 2007    | Mistrzostwa Europy U-23                    | Debreczyn | 5. SF   | bieg na 100 m              | 10,43   |
| 2007    | Mistrzostwa Europy U-23                    | Debreczyn | 5. SF   | bieg na 200 m              | 21,13   |
| 2007    | Mistrzostwa Europy U-23                    | Debreczyn | 2.      | sztafeta 4 x 100 m         | 39,37   |
| 2007    | Letnia uniwersjada                         | Bangkok   | 6.      | bieg na 100 m              | 10,53   |
| 2007    | Mistrzostwa świata                         | Osaka     | 5. QF   | bieg na 200 m              | 20,82   |
| 2008    | Letnie igrzyska olimpijskie                | Pekin     | 8. H    | bieg na 200 m              | 21,46   |
| 2009    | Halowe mistrzostwa Europy                  | Turyn     | 4. H    | bieg na 60 m               | 6,78    |
| 2009    | Igrzyska Luzofonii                         | Lizbona   | 1.      | bieg na 200 m              | 20,64   |
| 2009    | Igrzyska Luzofonii                         | Lizbona   | 1.      | sztafeta 4 x 100 m         | 39,31   |
| 2009    | Mistrzostwa świata                         | Berlin    | 6. QF   | bieg na 100 m              | 10,40   |
| 2009    | Mistrzostwa świata                         | Berlin    | DNS     | bieg na 200 m              | N/A     |
| 2009    | Mistrzostwa świata                         | Berlin    | 4. H    | sztafeta 4 x 100 m         | 39,25   |
| 2010    | Mistrzostwa Europy                         | Barcelona | 7. SF   | bieg na 200 m              | 20,88   |
| 2010    | Mistrzostwa Europy                         | Barcelona | 6.      | sztafeta 4 x 100 m         | 38,88   |
| 2011    | Halowe mistrzostwa Europy                  | Paryż     | 3. SF   | bieg na 60 m               | 6,66    |
| 2011    | Mistrzostwa świata                         | Daegu     | 7. H    | bieg na 200 m              | 21,10   |
| 2011    | Mistrzostwa świata                         | Daegu     | 3. H    | sztafeta 4 x 100 m         | 39,09   |
| 2012    | Mistrzostwa Europy                         | Helsinki  | 6. SF   | bieg na 100 m              | 10,47   |
| 2012    | Mistrzostwa Europy                         | Helsinki  | 7. SF   | bieg na 200 m              | 21,36   |
| 2012    | Mistrzostwa Europy                         | Helsinki  | 4. H    | sztafeta 4 x 100 m         | 39,66   |
| 2012    | Letnie igrzyska olimpijskie                | Londyn    | 5. H    | bieg na 200 m              | 20,88   |
| Źródło: |                                            |           |         |                            |         |

## Rekordy życiowe
- 100 m – 10,19 (8 lipca 2009, Salamanka)
- 200 m – 20,48 (28 sierpnia 2007, Osaka)
- 400 m – 48,65 (8 czerwca 2013, Lizbona)
- 110 m z przeszkodami – 13,74 (29 lipca 2003, Paryż)
- sztafeta 4 x 100 m – 38,65 (1 sierpnia 2015, Rieti)
- sztafeta 4 x 400 m – 3:09,26 (31 maja 2015, Mersin)

Rekordy halowe
- 60 m – 6,65 (26 lutego 2011, Pombal)
- 200 m – 21,02 (15 lutego 2009, Pombal)
- 400 m – 47,76 (16 lutego 2013 Pombal)
- 60 m z przeszkodami – 8,10 (18 lutego 2006, Espinho)

Źródło: 